# Mortal Online
Mortal Online — многопользовательская онлайновая PvP/PvE sandbox-игра от первого лица с открытым миром, которая разработана и издана шведской независимой игровой студией Star Vault. Выпуск состоялся 9 июня 2010 года. Вдохновением для создания игры послужило желание вернуться к игровым замыслам Ultima Online, дающим игрокам большую свободу действий и влияние на игровой мир, а также игровой процесс в стиле sandbox; Игра создана на движке Epic Games' Unreal Engine 3 и использует боевую систему в режиме реального времени на основе навыков персонажа.
В Mortal Online вместо традиционной системы уровней/классов, используется система, основанная на умениях и атрибутах, которая близка к системе игр серии The Elder Scrolls. В игре представлено десять рас, включая гибрид орков и людей, пять человеческих рас, две расы эльфов и две дварфо-подобных расы. Игровой аккаунт вмещает до трех персонажей, для того, чтобы игроки могли изучать и испытывать различные игровые стили.
30 ноября игра была переведена на условно бесплатную модель распространения. Пользователи без абонентской платы смогут развить навыки своего персонажа лишь до 60 уровня (вместо 100-го), кроме того, им недоступно воровство, использование и торговля наиболее ценными предметами и некоторые другие вещи.

## Разработка
В октябре 2010 года, приблизительно через 4 месяца после официального релиза, игровой движок Mortal Online был реконструирован, что позволило разработчикам внести в игру улучшенную графику, значительно оптимизировать производительность, а также предоставить новые возможности, воплотить которые ранее не позволял старый игровой движок.
В июне 2011 года состоялся релиз первого игрового дополнения «Dawn», которое внесло некоторые улучшения графики и оптимизацию производительности; были введены новые особенности, такие как потребность персонажа в еде, воде и сне; введение выносливости и «резерва» маны; введение генной системы для ездовых животных; изменение механики верховой езды; система заданий, позволяющая игрокам создавать пользовательские квесты для других игроков; новая система домовладения; новые умения персонажа; интерактивные объекты в мире; новые ресурсы, в том числе и широкий выбор растений; городская почтовая система, позволяющая отправлять предметы другим игрокам, в том числе и наложенным платежом, что облегчало торговлю между игроками. Также был полностью обновлен ланчер игры.
Запуск игрового дополнения «Dawn» повлек за собой множество технических проблем, что привело к увеличению времени профилактики сервера и отключению некоторых игровых возможностей сразу после релиза. Такие возможности, как генная система и приготовление пищи были плохо восприняты игроками, в особенности — приготовление пищи, так как сырая еда оказалась более полезной для игрового процесса, нежели готовые блюда. Все это, в совокупности с присутствующими до того проблемами баланса, привело к серьёзной потере веса игровых персонажей, что в свою очередь, привело к понижению игровых атрибутов данных персонажей.
В сентябре 2011 года Star Vault сформировала фокус-группу — группу для тестирования будущих релизов и патчей. Членами фокус-группы стали активные игроки, подписавшие со Star Vault соглашение о неразглашении информации. Назначение данной фокус-группы — усиление и без того крайне ограниченных внутренних ресурсов Star Vault, а также осуществление дополнительного контроля качества релизовов и патчей перед тем, как они станут доступны для остального игрового сообщества.
В конце августа 2012 года состоялся релиз второго игрового дополнения «The Awakening», внесшего в игру такие существенные возможности как торговые брокеры, возможность писать игровые книги для игроков, полностью переработанный пользовательский интерфейс, открытие нового города Тиндрем, блуждающие патрули различных рангов, продвинутый ИИ неигровых персонажей, нелегальный товар, дополнительные умения, а также ряд других улучшений и исправлений. Star Vault заранее предупредили игроков о том, что запуск нового дополнения может сопровождаться разного рода проблемами, а также выпустила несколько патчей после запуска. С новым дополнением появилась масса багов, которые повлияли на игровую механику, производительность и стабильность игры, но на данный момент большая их часть уже устранена.

## Игровой процесс
В Мortal Online представлен как PvP, так и PvE контент. Основной уклон сделан в сторону PvP. В данный момент отсутствие доработанного ИИ сильно ограничивает PvE-часть игры, но Star Vault пообещали уделить этой проблеме больше внимания в будущем.
В частности, с релизом второго игрового дополнения «The Awakening» были внесены существенные изменения и улучшения в механику ИИ неигровых персонажей, а также добавлены новые территории, подземелья и существа, населяющие их, что должно было разнообразить PvE-часть игры.

### Обучение
В игре доступно обучение для новичков, знакомящее их с основами игры, а также канал помощи в чате, в котором они могут задавать вопросы в течение первых восьми часов игры. В целом, несмотря на то, что играть в одиночку, без каких либо взаимодействий с другими игроками, возможно (что и делает определенная часть игроков), игровая механика Mortal Online не поощряет такой подход. Star Vault не предоставляет исчерпывающую информацию по ряду важных игровых систем (например, об рафинировании и ремесле). Вместо этого предполагается, что игроки должны своими силами, экспериментальным путём, получать знания о том, что работает, а что — нет. Эти знания могут быть использованы для получения преимущества перед другими игроками или же могут быть разделены с другими, например, на форуме. Обычно пользователи не стремятся делиться добытыми знаниями, особенно касательно процесса изготовления редких предметов, но так или иначе, со временем информация становится доступна для основной массы игроков.

### PvE, ремесло и исследование
Кроме грабежа и убийств других игроков, в Mortal Online можно заниматься производством оружия и экипировки, строить дома, крепости, охотиться на зверей, чтоб использовать добытое для ремесленничества или приготовления пищи. Можно приручать животных, добывать руду для получения драгоценных металлов или просто путешествовать. Здания, построенные игроками, могут быть атакованы и разрушены другими игроками. Определенные дикие животные, которые были приручены, могут быть оседланы (например, лошади или носорого-подобные существа).

### Система флагов
Что касается PvP контента, в Mortal Online действует система «каждый сам за себя» (FFA), благодаря которой персонажи игроков получают «флаги» вследствие своих действий. Синий — законопослушный игрок, серый — преступник, красный — убийца. Быть преступником в Mortal Online (иными словами — «красным») значит, что другие игроки могут атаковать вашего персонажа без опаски заработать «флаг» или натравить на вашего персонажа охрану в городе. Кроме непосредственной атаки, есть ещё действия, которые могут привести к получению «флага» — например, карманные кражи или частые толчки другого персонажа. В случае смерти, почти все содержимое инвентаря жертвы выпадает на землю в виде сумки с добычей, которую может подобрать любой игрок. Добыча остается лежать на земле достаточно долго. Начиная с релиза игрового дополнения «Dawn», добыча также содержит тело и голову убитого персонажа.

### Нагота, кровавость и жестокость
Персонажи, не облаченные в броню или одежду, являются полностью обнаженными. Голые люди в Mortal Online — обычное дело. Чаще всего — это недавно убитые персонажи, которым не во что переодеться. Хотя бывает, что нудистами становятся и по собственному желанию. Добыча с такого убитого персонажа содержит его тело и голову. Тела можно употреблять в пищу, свежевать для получения материалов для ремесленничества (кожи) или же готовить. Головы тоже можно есть, а можно хранить как трофей. Иногда головы известных персонажей даже продаются на игровом форуме.

## Пользовательский контент
В Mortal Online возможно создавать собственные гильдии, которые могут строить и владеть различными объектами, такими как замки или крепости, а также сражаться за контроль над некоторыми городами. В дополнение к игровой активности пользователей, разработчики или же игровые мастера могут неожиданно создавать случайные игровые события. Так что не пугайтесь, если внезапно на город нападут орды лесных пауков или жители города вдруг обратятся в кровожадных зомби.

## Спорные моменты

### Loot Bag и компакт-диски
Когда пользователи приобрели ограниченное издание игры Loot Bag Collectors Edition, выявилось, что установить игру с дисков, поставляемых с данным изданием, были невозможно, так как версия игрового клиента, записанная на них, была устаревшей. После многочисленных жалоб Star Vault заявили, что все покупатели получат новые компакт-диски сразу же после запуска игры. Однако, после запуска диски так и не были разосланы.

### Проблемы с подпиской
В июне 2011 года у многих подписчиков самопроизвольно изменился план подписки, что привело к многочисленным платежам, не санкционированных самими пользователями. Star Vault заявили, что проблема возникла из-за неполадок в онлайн магазине и посоветовали пользователям «заполнить тикет» на сайте технической поддержки до выяснения дальнейших обстоятельств. Такого рода заявление было встречено пользователями с большим скептицизмом, так как оставляло их наедине со своими проблемами до того как Star Vault начали возвращать платежи.

## Продажи
Летом 2018 года, благодаря уязвимости в защите Steam Web API, стало известно, что точное количество пользователей сервиса Steam, которые играли в игру хотя бы один раз, составляет 316 391 человек.